# Schazam Safin
Schazam Sergejewitsch Safin (* 7. April 1932 in Kochka-Pozharki, Region Nischni Nowgorod; † 23. März 1985) war ein sowjetischer Ringer. Er wurde 1952 Olympiasieger im griechisch-römischen Stil im Leichtgewicht.

## Werdegang
Schazam Safin, tatarischer Abstammung, begann als Jugendlicher in Moskau, wohin er 1939 mit seinen Eltern gezogen war, mit dem Ringen. Er konzentrierte sich dabei ganz auf den griechisch-römischen Stil. Er trat in Moskau einem Verein der Arbeiter-Reserven bei. Sein Trainer war A. A. Gordienko. Ab 1953 studierte er am Moskauer Kolleg für Körperkultur.
Seinen ersten wichtigen Erfolg errang er 1951, als er bei der sowjetischen Meisterschaft im Leichtgewicht hinter Wladimir Jegorow und Grigori Gamarnik den 3. Platz belegte. Auch 1952 kam er bei der sowjetischen Meisterschaft, dieses Mal im Weltergewicht, hinter Georgi Chatvorjan und Wladimir Manejew auf den 3. Platz. Es gelang ihm aber sich in diesem Jahr bei der inner-sowjetischen Ausscheidung den Startplatz bei den Olympischen Spielen in Helsinki zu erkämpfen.
In Helsinki wurde er mit Siegen über Raif Akbulut, Türkei, Aage Eriksen, Norwegen, Jack-Finn Rasmussen, Dänemark, Dimitru Cuc, Rumänien, Mikuláš Athanasov, Tschechoslowakei und Gustav Freij, Schweden, Olympiasieger im griechisch-römischen Stil im Leichtgewicht.
1953 siegte Schazam Safin bei den Welt-Jugend-Festspielen in Bukarest im Leichtgewicht vor Dimitru Cuc und dem Finnen Orel. Im gleichen Jahr vertrat er auch die sowjetischen Farben bei der Weltmeisterschaft in Neapel. Er rang dort wieder im griechisch-römischen Stil im Leichtgewicht und besiegte Georgios Petmezas, Griechenland, Karel Matousek, Tschechoslowakei, Dimitru Cuc, Gyula Tarr, Ungarn und Gustav Freij, unterlag aber in seinem letzten Kampf gegen den Finnen Kyösti Lehtonen. Eine Runde vorher hatte Lehtonen gegen Freij verloren. Safin, Freij und Lehtonen hatten sich also gegenseitig besiegt und so entschied die Gesamt-Fehlerpunktzahl der einzelnen Ringer über die Medaillenvergabe. Freij hatte 6 Fehlerpunkte, Lehtonen hatte 7 Fehlerpunkte und Safin hatte, weil er seine Kämpfe aller „nur“ nach Punkten gewonnen hatte, 8 Fehlerpunkte. So wurde Freij Weltmeister vor Lehtonen und Safin.
In den folgenden Jahren hatte Schazam Safin keine Einsätze mehr bei den Olympischen Spielen oder den Weltmeisterschaften. Europameisterschaften wurden seinerzeit nicht ausgetragen. An herausragenden Ergebnissen, die er erzielte seien noch genannt: 1955 siegte er bei den Welt-Jugend-Festspielen in Warschau im Weltergewicht vor Kamel, Ägypten und Argirow, Bulgarien. 1955 belegte er bei der sowjetischen Meisterschaft im Weltergewicht hinter Wladimir Manejew und Georgi Chartvorjan den 3. Platz und 1957 wurde er Sieger bei den III. Internationalen Sportspielen in Moskau im Weltergewicht vor Stevan Horvath, Jugoslawien und Mitu Petkow, Bulgarien.

## Internationale Erfolge
| Jahr | Platz | Wettbewerb                         | Gewichtsklasse | Ergebnisse |
| 1952 | Gold  | OS in Helsinki                     | Leicht         | nach Siegen über Raif Akbulut, Türkei, Aage Eriksen, Norwegen, Jack-Finn Rasmussen, Dänemark, Dimitru Cuc, Rumänien, Mikulas Athanasow, Tschechoslowakei und Gustav Freij, Schweden        |
| 1953 | 1.    | Welt-Jugend-Festspiele in Bukarest | Leicht         | vor Dimitru Cuc und Orel, Finnland |
| 1953 | 3.    | WM in Beapel                       | Leicht         | nach Siegen über Georgios Petmezas, Griechenland, Karel Matousek, Tschechoslowakei, Dimitru Cuc, Gyula Tarr, Ungarn und Gustav 'Freij und einer Niederlage gegen Kyösti Lehtonen, Finnland |
| 1955 | 1.    | Welt-Jugend-Festspiele in Warschau | Leicht         | vor Kamel, Ägypten und Argirow, Bulgarien |
| 1957 | 1.    | III. Intern. Sportspiele in Moskau | Welter         | vor Stevan Horvath, Rumänien und Mitu Petkow, Bulgarien |

## Sowjetische Meisterschaften
| Jahr | Platz | Gewichtsklasse | Ergebnisse                                    |
| 1951 | 3.    | Leicht         | hinter Wladimir Jegorow und Grigori Gamarnik  |
| 1952 | 3.    | Welter         | hinter Georgi Chatvorjan und Wladimir Manejew |
| 1955 | 3.    | Welter         | hinter Wladimir Manejew und Georgi Chatvorjan |

Erläuterungen
- alle Wettkämpfe im griechisch-römischen Stil
- OS = olympische Spiele, WM = Weltmeisterschaft
- Leichtgewicht, damals bis 67 kg, Weltergewicht bis 73 kg Körpergewicht